# Calmont, Haute-Garonne
Calmont là một xã thuộc tỉnh Haute-Garonne trong vùng Occitanie ở tây nam nước Pháp. Xã nằm ở khu vực có độ cao trung bình 220 mét trên mực nước biển.
Phế tích của lâu đài thế kỷ 14 (Lâu đài Calmont) đã được Bộ Văn hóa Pháp xếp vào danh sách di tích lịch sử.